# Sunbadh
Sunbadh o Sinbad (persa: سندباد) o Sinbad al-Majussí (àrab: سنباذ المجوسي, Sinbād̲ al-Majūsī) (mort el 755) va ser un religiós persa, partidari zoroastrià d'Abu-Múslim i cap d'una revolta per venjar la seva mort. El moviment rebel fou anomenat pels àrabs as-sunbadhiyya i classificat en general entre els moviments extremistes abbàssides. La revolta va durar uns 70 dies (d'abril a juny). Encara que alguns elements de les seves proclames suggerien un sincretisme entre els xiïtes i els mazdaquites i zoroastrians, va ser bàsicament un moviment polític antimusulmà i antiàrab.

## Biografia
Sunbadh era nadiu d'una població propera a Nixapur i molt amic d'Abu-Múslim; al cap de dos mesos que aquest fos executat per ordre del califa Al-Mansur el 13 de febrer del 755, es va aixecar (abril) amb altres partidaris, suposadament a Hulwan on va establir el seu quarter general, i es va dirigir a Khorasan (província del Califat) on es va apoderar de Nixapur. El governador de Rayy, Abu-Abda (o Ubayda) al-Hanafí, enviat contra ell, el va arrestar però Sunbadh va poder fugir i va acabar matant al governador i es va apoderar de Rayy.
Va declarar el retorn a la religió zorastriana i va cometre algunes atrocitats contra els musulmans. Va agafar el títol de Firuz Ispahbadh. Molts mazdaquites, xiïtes i zoroastrians se li van unir. Profetitzava la fi de l'imperi àrab i deia que Abu-Múslim tornaria amb Mazdak i el Mahdí. Es va apoderar del tresor d'Abu-Múslim a Rayy i en va enviar una part al dabúyida Khurxid, ispahbadh zoroastrià del Tabaristan. Se li va unir el rei dels daylamites convençut que l'imperi àrab s'havia acabat. Va derrotar els governadors de Dastaba i de Kumis i es va posar en marxa amb una força considerable per anar a destruir la Kaba; però de camí entre Rayy i Hamadan fou derrotat a Jarjanban pel general del califa, Jawhar al-Marrar al-Ijlí, i no menys de 30.000 dels sus homes van morir. Sunbadh va fugir i va provar de reunir-se amb l'ispahbadh Khurxid però fou assassinat per un cosí d'aquest, de nom Tus, suposadament per una manca de respecte envers ell; Khurxid va enviar el seu cap (i el del seu germà) al califa però va refusar retornar el tresor.